# José Maria Cavallero
José Maria Cavallero (Mercedes, 14. rujna 1899. – 29. svibnja 1963.), urugvajski biskup.

## Životopis
José Maria Cavallero je zaređen za svećenika 7. travnja 1928. godine. Dana 16. srpnja 1952. imenovan je naslovnim biskupom Uthina i pomoćnim biskupom biskupije Salto. Dana 20. prosinca 1955. je imenovan biskupom Mela, a 9. srpnja 1960. biskupom Minasa. Sudjelovao je na Drugom vatikanskom koncilu.
Umro je 29. svibnja 1963. godine.